# 福島喜晴
福島 喜晴（ふくしま よしはる、1959年4月12日 - ）は日本のアニメーター。東京都出身。
作品により、福島善晴との表記もある。

## 経歴
ネオメディア出身、後に作画スタジオスタジオMINに参加し、現在はフリーで活動している。
演出の知吹愛弓とは従兄弟である。

## 参加作品

### テレビアニメ
1980年
- 無敵ロボ トライダーG7

1981年
- うる星やつら（原画）

1982年
- 戦闘メカ ザブングル（原画）

1983年
- 聖戦士ダンバイン（原画）
- プラレス3四郎（第8・14・20・26話作画監督）

1984年
- 星銃士ビスマルク（作画監督）
- 北斗の拳（第5話作画監督・原画）

1985年
- 超獣機神ダンクーガ（原画）
- 魔法のスターマジカルエミ（作画監督・原画）
- 魔法の妖精ペルシャ（第47話作画監督）

1986年
- 魔法のアイドルパステルユーミ（原画）

1987年
- きまぐれオレンジ☆ロード（原画）

1992年
- 幽☆遊☆白書（原画）

1995年
- NINKU -忍空-（原画）

1998年
- サイレントメビウス（作画監督）

2005年
- スターシップ・オペレーターズ（作画監督）

2017年
- アニメガタリズ（原画）

2021年
- 古見さんは、コミュ症です。（作画監督）

2022年
- Extreme Hearts（原画）
- 不滅のあなたへ（作画監督）

2023年
- ダンジョンに出会いを求めるのは間違っているだろうかIV 深章 厄災篇（作画監督）

2025年
- ニンジャラ（作画監督）

### OVA
1985年
- 戦え!!イクサー1（原画）

1986年
- 超獣機神ダンクーガ 失われた者たちへの鎮魂歌（原画）
- 魔法のスターマジカルエミ　蝉時雨（原画）

1989年
- 魔龍戦紀（第2・3話原画）

1991年
- 究極超人あ〜る（原画）

1999年
- ツインビーPARADISE（作画監督）

### 劇場アニメ
1984年
- うる星やつら2 ビューティフル・ドリーマー（原画）
- 超時空要塞マクロス 愛・おぼえていますか（原画）

| スタブアイコン | サブスタブ | この項目は、まだ閲覧者の調べものの参照としては役立たない、人物に関連した書きかけの項目です。この項目を加筆・訂正などしてくださる協力者を求めています（P:人物伝/PJ:人物伝）。 |